# Order Zbawiciela
Order Zbawiciela (gr. Τάγμα του Σωτήρος, Tagma tu Soteros) – najstarszy i najwyższy order grecki.
Ustanowiony został 3 lipca 1829, jeszcze za czasów krótkotrwałej I Republiki, i nadany po raz pierwszy w 1833 przez pierwszego króla Hellenów Ottona I z dynastii Wittelsbachów. Imię Zbawiciela nadano orderowi na pamiątkę wiary, że Grecja odrodziła się dzięki pomocy Boga.
Order posiada pięć klas według znanego schematu Legii Honorowej i nadawany może być obywatelom greckim za wybitne zasługi dla kraju w czasie wojny lub pokoju oraz wybitnym cudzoziemcom.

## Opis odznaki
Krzyż orderu to złoty emaliowany na biało krzyż maltański, z zielonym dębowo-wawrzynowym wieńcem między ramionami. W medalionie środkowym awersu znajduje się portret Zbawiciela otoczony złotym napisem E dexia soy cheir, Kyrie, dedoxastai en ischyi („Twa prawa dłoń, Panie, wysławiona została mocą”). Na rewersie znajduje się biały grecki krzyż otoczony napisem E en Argei D’ Ethnike ton Ellenon syneleysis – 1829 [roku] („Ustanowiony w Argos przez 4 Zgromadzenie Narodowe Hellenów roku 1829”).
Gwiazda orderu (I i II klasa) to ośmiopromienna srebrna gwiazda z nałożonym na nią awersem krzyża orderowego. Order noszony jest na jasnoniebieskiej wstążce z dwoma białymi paskami po bokach. W czasie monarchii, do 1973 roku, order był zawieszony na złotej koronie królewskiej, obecnie na emaliowanym wizerunku wieńca laurowego.
| Baretki Orderu Zbawiciela | Baretki Orderu Zbawiciela | Baretki Orderu Zbawiciela | Baretki Orderu Zbawiciela | Baretki Orderu Zbawiciela |
| ------------------------- | ------------------------- | ------------------------- | ------------------------- | ------------------------- |
| Krzyż Wielki              | Wielki Komandor           | Komandor                  | Krzyż Złoty               | Krzyż Srebrny             |